# Општина Аушеу (Бихор)
Аушеу (рум. Auşeu) општина је у Румунији у округу Бихор.
Општина се налази на надморској висини од 349 m.